# Coup de cœur francophone
 (juin 2021).
 (mars 2024).
Si vous disposez d'ouvrages ou d'articles de référence ou si vous connaissez des sites web de qualité traitant du thème abordé ici, merci de compléter l'article en donnant les références utiles à sa vérifiabilité et en les liant à la section « Notes et références ».
Fondé à Montréal en 1987, Coup de cœur francophone (CCF) est un festival destiné à la promotion et à la diffusion de la chanson francophone. Il accueille chaque année en novembre des artistes de la scène locale, nationale et internationale. Grâce à la mise en place de son Réseau pancanadien (1995) unique en son genre[réf. nécessaire], le festival se déploie chaque automne au cœur des communautés francophones dans plus de 45 villes canadiennes.

## Présentation
Doyen des festivals montréalais exclusivement consacrés à la chanson francophone[réf. souhaitée], Coup de cœur francophone (CCF), fruit d’un partenariat entre la revue Chansons et la maison de la culture Maisonneuve, a vu le jour en 1987 dans le quartier Hochelaga-Maisonneuve. Pierre Larivière, Laurent Legault, François Blain et Alain Chartrand en forment le quatuor fondateur.
L'édition montréalaise se tient chaque année en novembre. Durant 11 jours, CCF présente plus de 80 prestations dans une dizaine de salles de spectacles. Destiné à la promotion et à la diffusion de la chanson, CCF a su au fil des ans s’adapter à la transformation du milieu de l’industrie musicale en demeurant actuel et fidèle à sa mission de départ.[réf. nécessaire]
CCF présente des artistes de la scène nationale et internationale. La direction artistique est articulée autour de la qualité, de l’originalité et de l’audace des propositions artistiques.[réf. nécessaire] Ouverte à la découverte et aux différentes déclinaisons de la chanson, la programmation mise sur la présentation d’artistes en émergence, d’artistes reconnus et la création de spectacles événementiels.
En développant chaque automne un carrefour chanson qui trouve écho auprès des médias et des professionnels d’ici et d’ailleurs[réf. nécessaire], CCF favorise les rencontres, les échanges et les collaborations entre les professionnels de l’industrie.[réf. nécessaire]

## Réseau Pancanadien
Coup de cœur francophone se déploie depuis 1995 dans tout le Canada grâce à son Réseau pancanadien, dont la mission consiste à faciliter la circulation des artistes sur l’ensemble du pays.
Le Réseau pancanadien regroupe 10 partenaires issus de 12 des 13 provinces et territoires canadiens. En plus de faire circuler les artistes au fil des événements Coup de cœur francophone présentés chaque année en novembre dans plus de 45 villes, il permet aux communautés d'avoir accès à une programmation diversifiée offrant une large place aux nouvelles tendances.
Depuis sa création, CCF a présenté (en date de 2021) plus de 2 500 spectacles d’artistes francophones dans près de 80 villes d’un océan à l’autre.
CCF contribue au rayonnement et à l’épanouissement de la francophonie canadienne.[réf. nécessaire] Il participe à briser l’isolement des communautés, à favoriser le développement de la carrière des artistes canadiens, à donner accès au public partout au Canada aux artistes de la scène francophone et à créer des passerelles avec la francophonie internationale.[réf. nécessaire]

### Les partenaires du Réseau
- Acadie : Réseau atlantique de diffusion des arts de la scène (RADARTS)
- Nouveau-Brunswick : Université de Moncton
- Québec : Coup de cœur francophone
- Ontario : Conseil des Arts de Hearst
- Manitoba: Centre culturel franco-manitobain
- Saskatchewan : Conseil culturel fransaskois
- Alberta : Regroupement artistique francophone de l'Alberta (RAFA)
- Colombie-Britannique : Centre culturel francophone de Vancouver
- Yukon : Association franco-yukonnaise (AFY)
- Territoires du Nord-Ouest : Association franco-culturelle de Yellowknife (AFCY)

## Affiliations
Coup de cœur francophone est membre de différentes associations nationales et internationales.[réf. souhaitée]
Affiliations nationales
- RIDEAU : Association professionnelles des diffuseurs de spectacles
- ADISQ : Association québécoise de l’industrie du disque, du spectacle et de la vidéo
- REFRAIN : Regroupement des festivals régionaux artistiques indépendants
- EAQ : Événements Attractions Québec
- GTFAS : Groupe de travail sur la fréquentation des arts de la scène
- Quartier des spectacles (Montréal)

Affiliations internationales
- ARÉA international : Association des réseaux d’événements artistiques
- Fédéchanson (d)  : Fédération des acteurs et actrices de la chanson francophone

## Prix et distinctions
Coup de cœur francophone
- Récipiendaire de trois (3) Félix au Gala de l’ADISQ dans la catégorie «Événement de l’année» – 2001-2007-2014
- Prix RIDEAU/Partenariat pour le projet Tam Ti Delam/ Initiation du jeune public canadien au patrimoine de la chanson francophone – 2019
- Prix RIDEAU/ Tournée pour la diffusion du spectacle Danse Lhasa Danse - 2014
- Prix ESTim dans la catégorie Arts et Culture remis par la Chambre de commerce de l’Est de Montréal visant à souligner l’excellence des entreprises du territoire – 2012
- Prix du 3-Juillet-1608 remis par le Conseil supérieur de la langue française visant à rendre hommage à un organisme qui a rendu des services exceptionnels à l’ensemble de la francophonie d’Amérique – 2011
- Prix Acadie-Québec 2011 remis par la Commission permanente de concertation Acadie-Québec afin de reconnaître l’apport remarquable de personnes ou d’organismes au développement et à la consolidation des relations entre l’Acadie et le Québec – 2011
- Prix RIDEAU Continuité - 2007
- Prix de la Chanson Françoise, décerné par l’Office franco‐québécois pour la jeunesse ‐ OFQJ pour la qualité du projet Le Grand 8 franco‐québécois – 2003
- Prix RIDEAU Partenariat- 2002
- Prix RIDEAU Reconnaissance - 2002
- Prix Hommage du secteur artistique décerné par la Fédération culturelle canadienne‐française – 2001
- Prix Cousin Cousine décerné par la Fédération culturelle canadienne‐française ‐ FCCF - à un individu ou organisme québécois pour souligner son engagement auprès des communautés francophones du Canada. – 1995 et 1996

Alain Chartrand (directeur général et artistique)
- Reçu membre de l’Ordre du Canada - 2019
- Nommé Chevalier en 1998, il est promu en 2018 à titre d’Officier de l’Ordre de la Pléiade et du dialogue des cultures, organisme parrainé par l’Organisation internationale de la francophonie (OIF) – 2018
- Nommé Chevalier de l’Ordre national du Québec – 2017
- Reçoit le Prix Hommage lors du gala annuel de la SOCAN. Ce prix souligne la contribution d’un membre de la communauté musicale ayant contribué à l’essor de notre culture - 2012
- Reçoit un Spa d'or aux Francofolies de Spa (Belgique) – 2013
- Décoré de l’Ordre des francophones d’Amérique qui reconnaît les mérites de personnes qui se consacrent au maintien et à l’épanouissement de la langue de l’Amérique française – 2011
- Nommé Personnalité de la semaine La Presse Radio‐Canada.– 2006
- Reçoit le Prix Hommage Mercure, remis par le Chant’Ouest – 2006
- Reçoit la Médaille des bâtisseurs du quartier Hochelaga-Maisonneuve
- Reçoit le prix RIDEAU / Reconnaissance – 2002

## Chronologie
1986
Coup de cœur francophone aurait été conçu à Montréal à La Brasserie de LaSalle, au coin des rues LaSalle et Ontario.[réf. nécessaire]
Pierre Larivière, agent culturel de la Maison de la culture Hochelaga-Maisonneuve aurait convié l’équipe de la revue Chansons (Laurent Legault, François Blain, Alain Chartrand) à partager une bière pour discuter d’un projet de festival consacré à la chanson francophone.
1987 - 1ère édition
Auditorium du CÉGEP Maisonneuve. La programmation : Jim Corcoran et le Karabach Band, Pierre Flynn, Sylvie Paquette, Marie-Philippe, Pascal Charpentier (BE), Louis Arti FR) et Dan Bigras. À l’époque, ce dernier commence tout juste à développer un répertoire original en français. Surprise ! Son spectacle est majoritairement en anglais.
1988 - 2e édition
Deux artistes peu connus attirent particulièrement l’attention[réf. souhaitée] : Jean Leloup présenté en première partie du groupe Paparazzi et Richard Desjardins en première partie de la Française Isabelle Mayereau.
1989 - 3e édition
Première visite du chanteur français d’Arthur H au Québec présenté en première partie de Luc De Larochellière.
1991 - 5e édition
Création de la corporation Coup de cœur francophone (OBNL)
1992 - 6e édition
À l’initiative de Louis Doucet, responsable des loisirs sociaux culturels, l’Université de Moncton présente un événement Coup de cœur francophone à Moncton. Le premier CCF à l’extérieur du Québec.
1994 - 8e édition
À l’initiative de son directeur Jean Malavoy, Le Centre francophone de Toronto présente une première édition de  Coup de cœur francophone à Toronto. Moncton en est alors à sa troisième édition.
1995 - 9e édition
Année de création du Réseau pancanadien Coup de cœur francophone. Il regroupe alors 8 partenaires présents dans 7 provinces : 
Nouveau-Brunswick, Québec, Ontario, Manitoba, Saskatchewan, Alberta, Colombie-Britannique.
Le journal La Presse titre en page couverture : <Il était une fois Alain Bashung dans l’Est >. Deux soirées à l’auditorium du Cégep Maisonneuve. Madame rêve ! Et pas juste elle.
1998 - 12e édition
Mise en place d’une équipe permanente à Montréal.
Rififi dans l’avion qui amène le Breton « bien allumé » Miossec à Montréal. À son arrivée, l’artiste est escorté par la GRC[Quoi ?]. Spectacle annulé. Dans le programme on pouvait lire : « Contre toute rectitude, Miossec brandit le poing et nous balance dans un singulier bordel ».
Animé par Gildor Roy, le spectacle Les Ratés sympathiques propose d’inverser les rôles. Les journalistes performent sur scène tandis que le lendemain, les artistes ont pris la plume ou le micro pour en faire la critique dans les médias.
1999 - 13e édition
CCF s’associe avec le ROSEQ pour présenter en tournée québécoise l’improbable rencontre entre Pierre Barouh et Sylvain Lelièvre. Cette tournée a été précédée par une résidence de création à Sept-Îles.
2000 - 14e édition
Présentation au Lion d’Or du spectacle  Petite-Vallée remonte le fleuve avec Plume à la barre ou sous le ciel de la Gaspésie lors duquel Plume et ses Mauvais compagnons officiaient à titre de house band pour accompagner Les Chanteurs du village et les lauréats du festival de la chanson de Petite-Vallée.
La formation Les Ours présente  Le Western Vaincra, auquel participe notamment Bobby Hachey, fidèle guitariste-accompagnateur de Willie Lamothe. Dans la salle, un invité de marque : Gerry Joli, l’auteur et le compositeur de la célèbre chanson Mille après mille.[réf. nécessaire]
2001 - 15e édition
Présentation du spectacle Chasse, pêche & rock’n roll, un hommage à Serge Deyglun, chansonnier et chroniqueur chasse et pêche décédé en 1972 à l’âge de 42 ans. Parmi les participants : Michel Chartrand, Jacques Languirand, Loco Locass et Lucien Francoeur.
2002 - 16e édition
Présentation du spectacle Outrage aux Sinners avec entre autres la participation des French B, Vulgaires Machins et Alex Jones.
2008 - 22e édition
Le Réseau pancanadien Coup de cœur francophone accueille son 9e partenaire, le Réseau atlantique de diffusion des arts de la scène - RADARTS, et étend ainsi ses activités dans l’ensemble des provinces maritimes du Canada.
2010 - 24e édition
Le Yukon et les Territoires du Nord-Ouest se joignent au Réseau pancanadien, assurant ainsi la présence du festival auprès des communautés francophones dans 12 des 13 provinces et territoires canadiens.
2011 - 25e édition
Création et présentation à la PDA du spectacle Danse Lhasa Danse coproduit avec la compagnie PPS Danse dont son directeur, le chorégraphe Pierre-Paul Savoie assume la direction artistique.
2016 - 30e édition
Akufen atelier créatif et Coup de cœur francophone ont reçu le Prix Boomerang 2016 dans la catégorie du Prix Site ou application événementielle. Ce prix récompense les réalisations dans le domaine des communications interactives au Québec.
2018 - 32e édition
En ouverture du festival, la présentation en première mondiale de l’opéra-rock Viens avec moi de la formation acadienne les Hôtesses d’Hilaire.
2020 - 34e édition
Année de pandémie. Le 13 mars, le Québec entre en confinement. CCF présente une édition entièrement numérique.

## Identité visuelle

Ancien logo.
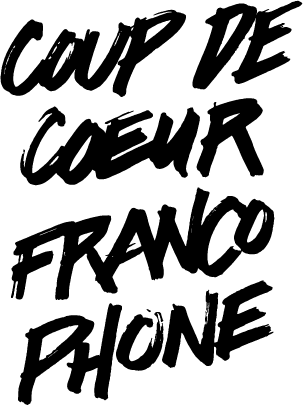
Logo actuel.